# Escolas de samba campeãs da sexta divisão do carnaval do Rio de Janeiro
A lista de escolas de samba campeãs da sexta divisão do carnaval do Rio de Janeiro relaciona as agremiações vencedoras de cada ano dos desfiles da sexta divisão do carnaval carioca. O Desfile das escolas de samba do Rio de Janeiro é a parada carnavalesca que acontece anualmente no período de carnaval. Um determinado número de agremiações disputa o título de campeã do carnaval através de avaliações feitas por jurados divididos em diversos quesitos previamente estipulados pela liga organizadora do evento. A campeã é promovida a desfilar, no ano seguinte, na quinta divisão.
O desfile competitivo foi idealizado pelo jornalista pernambucano Mário Filho, irmão do dramaturgo Nelson Rodrigues, através do seu periódico, Mundo Sportivo. O primeiro concurso ocorreu no carnaval de 1932. Devido ao número crescente de escolas escritas para o desfile, foi criada, em 1952, a segunda divisão do carnaval. Em 1960 foi criada a terceira divisão; em 1979, a quarta; e em 1989, a quinta. Apenas em 1996 foi criada a sexta divisão.
Da data de sua criação até 2008, o desfile da sexta divisão era denominado Grupo E, sendo organizado pela Associação das Escolas de Samba da Cidade do Rio de Janeiro (AESCRJ). Em 2009 e 2010 desfilou como "Grupo Rio de Janeiro 4"; e em 2011 voltou a ser chamar "Grupo E". Nos anos de 2013 e 2014 não houve desfiles desta divisão. Em 2015, o grupo retornou com o nome de Série E, sendo comandado pela Liga das Escolas de Samba do Rio de Janeiro (LIERJ), que também organizava a segunda, terceira, quarta e quinta divisões. Para administrar os Grupos C, D e E no carnaval de 2016, foi fundada a Associação Cultural o Samba é Nosso (ACSN), que durou apenas um ano. voltando a se chamar Série E, com a administração da Liga Independente das Escolas de Samba do Brasil (LIESB), no qual esteve nos anos de 2017 e 2018; devido não querer dividir a subvenção com as séries B, C e D, foi repassada para Associação Cultural Amigos do Samba (ACAS) que Organizou esse grupo no carnaval de 2019. mas com a nova mudança de desfiles em 2020, essa divisão novamente não existirá.
Mais de vinte escolas diferentes já conquistaram o título de campeã da sexta divisão do carnaval carioca. A única escola a vencer mais de uma vez o grupo foi a Mocidade Independente de Inhaúma, campeã em 1997 e 2007. Mais de vinte carnavalescos foram campeões no grupo, mas nenhum conquistou mais de um título.

## Campeãs por ano
Ao longo dos anos, a sexta divisão do carnaval carioca teve várias nomenclaturas e foi organizada por diversas entidades carnavalescas. Abaixo, a listagem de escolas campeãs e vice-campeãs em cada ano na sexta divisão do carnaval do Rio de Janeiro. Mocidade Independente de Inhaúma foi a única escola a vencer mais de uma vez. A agremiação tem dois títulos, conquistados em 1997 e 2007. Nenhum carnavalesco possui mais de um título.
| Legenda: * Sem informação disponível † Escola extinta |

| Grupo E                                         | Grupo E                           | Grupo E | Grupo E                                                                           | Grupo E                                                   | Grupo E              |
| Ano                                             | Escola campeã                     | N.º     | Enredo                                                                            | Carnavalesco(a)                                           | Ref.                 |
| ----------------------------------------------- | --------------------------------- | ------- | --------------------------------------------------------------------------------- | --------------------------------------------------------- | -------------------- |
| 1996                                            | Alegria da Zona Sul               | 1       | Olha Que Coisa Mais Linda Mais Cheia de Graça                                     | Oswaldo Luis Correa de Araújo (Deco)                      | [ 6 ] [ 7 ] [ 8 ]    |
| 1997                                            | Acadêmicos do Cachambi †          | 1       | Carnaval dos Carnavais                                                            | *                                                         | [ 9 ] [ 10 ] [ 11 ]  |
| 1997                                            | Mocidade Independente de Inhaúma  | 1       | Sonhar é Viver                                                                    | Oswaldo Nascimento                                        | [ 9 ] [ 10 ] [ 11 ]  |
| 1998                                            | Boêmios de Inhaúma                | 1       | Cosy Ewe - Salve as Folhas                                                        | Márcio Marins                                             | [ 12 ] [ 13 ] [ 14 ] |
| 1999                                            | União do Parque Curicica          | 1       | Brasil, Quá, Quá, Quá No Ano 2000                                                 | José Marcos Bonsucesso                                    | [ 15 ] [ 16 ] [ 17 ] |
| 2000                                            | Acadêmicos da Barra da Tijuca †   | 1       | Da Barra da Tijuca Para o Brasil 2000                                             | Marcos Roza e Ronaldo Souza                               | [ 18 ] [ 19 ] [ 20 ] |
| 2001                                            | Acadêmicos do Dendê               | 1       | Kid Morengueira, o Malandro no Dendê                                              | Antônio Carlos da Costa                                   | [ 21 ] [ 22 ] [ 23 ] |
| 2002                                            | Independente da Praça da Bandeira | 1       | No Movimento das Águas, Sou Fonte de Vida e Luta Em Defesa da Preservação         | Comissão de Carnaval                                      | [ 24 ] [ 25 ] [ 26 ] |
| 2002                                            | Sereno de Campo Grande            | 1       | Mitos, Ritos e Danças... Bahia, Terra da Esperança                                | Gil Pinto                                                 | [ 24 ] [ 25 ] [ 26 ] |
| 2003                                            | Flor da Mina do Andaraí           | 1       | São Gonçalo Visita São Sebastião e Conta Sua História                             | Comissão de Carnaval                                      | [ 27 ] [ 28 ] [ 29 ] |
| 2004                                            | Mocidade Unida de Jacarepaguá     | 1       | Olodumarê                                                                         | Luiz Cavalcante e Marinaldo Bezerra                       | [ 30 ] [ 31 ] [ 32 ] |
| 2005                                            | Unidos do Uraiti †                | 1       | Rildo Menezes, um Amigo do Rei. Do País do Futebol para o Mundo                   | Walmir Oliveira                                           | [ 33 ] [ 34 ] [ 35 ] |
| 2006                                            | Rosa de Ouro                      | 1       | Rosa de Ouro É Comércio, Festa e Arte na Feira de Caruaru                         | Humberto Abrantes, Osmar Costa e Gilberto Barros          | [ 36 ] [ 37 ] [ 38 ] |
| 2007                                            | Mocidade Independente de Inhaúma  | 2       | A Negritude Está em Festa! Um Rei Negro é Coroado no Quilombo da Mocidade         | Edson Siqueira                                            | [ 39 ] [ 40 ] [ 41 ] |
| 2008                                            | Imperial de Nova Iguaçu †         | 1       | A Viagem Fantástica de Ogum Guerreiro ao Inebriante Universo da Cerveja           | Juninho                                                   | [ 42 ] [ 43 ] [ 44 ] |
| Grupo Rio de Janeiro 4                          |                                   |         |                                                                                   |                                                           |                      |
| Ano                                             | Escola campeã                     | N.º     | Enredo                                                                            | Carnavalesco(a)                                           | Ref.                 |
| 2009                                            | Favo de Acari †                   | 1       | Uma Viagem a Um Lugar Onde a Magia se Transforma em Fantasia                      | Nelson Costa                                              | [ 45 ] [ 46 ] [ 47 ] |
| 2010                                            | Leão de Nova Iguaçu               | 1       | De Neguinho da Vala a Neguinho da Beija-Flor. Um Príncipe Negro na Corte do Leão  | Leo Mídia                                                 | [ 48 ] [ 49 ] [ 50 ] |
| Grupo E                                         |                                   |         |                                                                                   |                                                           |                      |
| Ano                                             | Escola campeã                     | N.º     | Enredo                                                                            | Carnavalesco(a)                                           | Ref.                 |
| 2011                                            | Unidos de Lucas                   | 1       | Um Amor de Carnaval                                                               | Leandro Mourão                                            | [ 51 ] [ 52 ] [ 53 ] |
| 2012                                            | Boca de Siri                      | 1       | Personalidade Mulher                                                              | Valério Guidinelle                                        | [ 54 ] [ 55 ] [ 56 ] |
| Não houve desfiles desta divisão em 2013 e 2014 |                                   |         |                                                                                   |                                                           |                      |
| Série E                                         |                                   |         |                                                                                   |                                                           |                      |
| Ano                                             | Escola campeã                     | N.º     | Enredo                                                                            | Carnavalesco(a)                                           | Ref.                 |
| 2015                                            | Império da Uva                    | 1       | Sou Trabalhador, Sou Guerreiro, Minha Alma É Feita de Sonhos                      | Sílvio César                                              | [ 57 ] [ 58 ] [ 59 ] |
| Grupo E                                         |                                   |         |                                                                                   |                                                           |                      |
| Ano                                             | Escola campeã                     | N.º     | Enredo                                                                            | Carnavalesco(a)                                           | Ref.                 |
| 2016                                            | Nação Insulana †                  | 1       | Na Reação Surge Uma Grande Nação                                                  | Manoel Júnior                                             | [ 60 ] [ 61 ] [ 62 ] |
| Série E                                         |                                   |         |                                                                                   |                                                           |                      |
| Ano                                             | Escola campeã                     | N.º     | Enredo                                                                            | Carnavalesco(a)                                           | Ref.                 |
| 2017                                            | Império Ricardense                | 1       | La Última Noche de Carnaval                                                       | Arilton Smith e Fabio Giampietro                          | [ 63 ] [ 64 ]        |
| 2018                                            | Independentes de Olaria           | 1       | Janaína, a Índia que Virou Sereia do Mar                                          | Guilherme Diniz, Rodrigo Marques e Vinícius do Nascimento | [ 65 ] [ 66 ]        |
| 2019                                            | Acadêmicos da Diversidade         | 1       | Vovó Catarina das Almas, Cura e Caridade. A História da Cura por Negros no Brasil | André Araújo e Ismael Costa Silva                         | [ 67 ] [ 68 ]        |

## Estatísticas

### Campeonatos por escola
Mais de vinte agremiações diferentes já venceram a sexta divisão do carnaval carioca. A única escola a vencer mais de uma vez foi a Mocidade Independente de Inhaúma, campeã em 1997 e 2007.
| Títulos | Escola de samba / (ano) |
| ------- | --- |
| 2       | Mocidade Independente de Inhaúma (1997 e 2007) |
| 1       | Acadêmicos da Barra da Tijuca (2000); Acadêmicos da Diversidade (2019); Acadêmicos do Cachambi (1997); Acadêmicos do Dendê (2001); Alegria da Zona Sul (1996); Boca de Siri (2012); Boêmios de Inhaúma (1998); Favo de Acari (2009); Flor da Mina do Andaraí (2003); Imperial de Nova Iguaçu (2008); Império da Uva (2015); Império Ricardense (2016); Independente da Praça da Bandeira (2002); Independentes de Olaria (2017); Leão de Nova Iguaçu (2010); Mocidade Unida de Jacarepaguá (2004); Nação Insulana (2016); Rosa de Ouro (2006); Sereno de Campo Grande (2002); União do Parque Curicica (1999); Unidos de Lucas (2011); Unidos do Uraiti (2005); |